# اسپالدینگ، استرالیای جنوبی
اسپالدینگ (به انگلیسی: Spalding) یک شهرک در استرالیا است که در استرالیای جنوبی واقع شده‌است.